# Princ od Vranje
Stefan Zdravković (în sârbă Стефан Здравковић; n. 29 septembrie 1993, Vranje, Republica Serbia, Iugoslavia), cunoscut și ca Princ od Vranje (în sârbă Принц од Врање, lit. Prințul de Vranje) sau mai simplu Princ, este un cântăreț sârb.

## Biografie
Stefan Zdravković s-a născut în Vranje, iar din 2002 locuiește în Belgrad. A fost campion și vicecampion național al Serbiei la karate și a concurat și pentru echipa națională. În liceu, la vârsta de 15 ani, a început să cânte muzică, când a înființat împreună cu prietenii săi trupa Šesta Žica. Este filolog de profesie, fiind absolvent al Departamentului de Limbi, Literatură și Cultură Scandinavă, Limba Norvegiană, din cadrul Facultății de Filologie a Universității din Belgrad.

## Carieră
Zdravković cântă la chitară și la tobe. Începând din 2016 este solistul trupei Sisyphus. În 2020 a fost distribuit în rolul principal din opera rock Jesus Christ Superstar a lui Andrew Lloyd Webber și Tim Rice, organizată de Centrul Cultural al Orașului Studenților.
A participat la numeroase festivaluri, cum ar fi Slavyanski Bazaar din Belarus. Este câștigătorul Concursului Internațional de Muzică „River Notes” din Bulgaria și, de asemenea, a câștigat unul dintre cele mai mari festivaluri de muzică din Malta. În plus față de cele menționate mai sus, a participat și la festivaluri din Kazahstan, Lituania, Italia și Spania. A scris melodia „Lepo moje Vranje”, care a fost cântată de prietenul său Đorđe Popović. La Glasat na Bulgaria, din 4.000 de candidați, a intrat în top 12, adică în semifinale, în 2021.
La 14 ianuarie 2022 a fost anunțat că Princ a fost una dintre cele treizeci și șase de voci selectate pentru Pesma za Evroviziju '22. La 19 ianuarie 2022, însă, și-a anunțat retragerea din concurs din cauza unor conflicte cu compozitoarea Leontina cu privire la piesa Ljubi svog čoveka. Piesa a fost interpretată în schimb de Tijana Dapčević, care reprezentase Macedonia la Concursul Muzical Eurovision 2014, într-o versiune modificată intitulată Ljubi, ljubi doveka.
În anul următor, în 2023, a fost anunțat că Princ va participa la Pesma za Evroviziju '23 cu piesa Cvet sa istoka, scrisă de Dušan Bačić și aranjată de Dejan Nikolić. Rezultatele voturilor publicate au arătat că Princ a câștigat cele mai multe voturi din partea publicului atât în prima semifinală, cât și în finală, dar în totalul final cu voturile juriului, el s-a clasat pe locul al doilea, imediat după Luke Black.
În decembrie 2024, Princ a fost anunțat drept concurent la Pesma za Evroviziju '25 cu piesa Mila. După calificarea în a doua semifinală, a câștigat concursul la 28 februarie 2025. La concursul Eurovision din Elveția, a participat la a doua semifinală, care a avut loc pe 15 mai, dar nu a reușit să se califice în marea finală. Aceasta a fost prima dată din 2017 când Serbia nu a reușit să se califice în finală și a patra oară în total.

## Discografie

### Albume
| Titlu | Albume                                                                                              |
| ----- | --------------------------------------------------------------------------------------------------- |
| Mila  | - Released: 2 May 2025 - Label: PGP-RTS, Croatia Records - Formats: CD, digital download, streaming |

### Single-uri
| Titlu                                   | An   | Albume |
| --------------------------------------- | ---- | ------ |
| "Samo mi je lepo"                       | 2022 | Mila   |
| "Cvet sa Istoka"                        | 2023 | Mila   |
| "Divna"                                 | 2023 | Mila   |
| "Mirno" (cu Goca Tržan)                 | 2023 | Mila   |
| "Kad poželiš" (cu Regina)               | 2023 |        |
| "Ajša"                                  | 2024 | Mila   |
| "Čardak"                                | 2024 | Mila   |
| "Ela Ela"                               | 2024 | Mila   |
| "Belo"                                  | 2024 | Mila   |
| "Paučina" cu Šejla Zonić⁠(sr)[traduceți] | 2024 | Mila   |
| "Mila"                                  | 2025 | Mila   |